# ايوا (لويزيانا)
ايوا (بالإنجليزية: Iowa, Louisiana)‏ هي بلدة أمريكية تقع في الولايات المتحدة في لويزيانا. يقدر عدد سكانها بـ 2,996 نسمة .

## التركيبة السكانية
حدّد مكتب تعداد الولايات المتحدة بيانات التركيبة السكانية لايوا في تعداد الولايات المتحدة. في ما يلي، التركيبة السكانية حسب تعدادي 2000 و2010.

### تعداد عام 2000
بلغ عدد سكان ايوا 2,663 نسمة بحسب تعداد عام 2000، وبلغ عدد الأسر 963 أسرة وعدد العائلات 727 عائلة مقيمة في البلدة. في حين سجلت الكثافة السكانية 321.2 نسمة لكل كيلومتر مربع (831.9/ميل2). وبلغ عدد الوحدات السكنية 1,041 وحدة بمتوسط كثافة قدره 125.6 لكل كيلومتر مربع (325.3/ميل2).
وتوزع التركيب العرقي للبلدة بنسبة 78.90% من البيض و18.59% من الأمريكيين الأفارقة و0.38% من الأمريكيين الأصليين و0.08% من الأمريكيين ذوي الأصول الآسيوية و0.60% من الأعراق الأخرى و1.46% من عرقين مختلطين أو أكثر و1.46% من الهسبانيون أو اللاتينيون من أي عرق.
بلغ عدد الأسر 963 أسرة كانت نسبة 44.9% منها لديها أطفال تحت سن الثامنة عشر تعيش معهم، وبلغت نسبة الأزواج القاطنين مع بعضهم البعض 55% من أصل المجموع الكلي للأسر، ونسبة 16.4% من الأسر كان لديها معيلات من الإناث دون وجود شريك،  بينما كانت نسبة 4% من الأسر لديها معيلون من الذكور دون وجود شريكة وكانت نسبة 24.5% من غير العائلات. تألفت نسبة 21.1% من أصل جميع الأسر من عدة أفراد يعيشون في نفس المنزل ونسبة 9% كانت تتألف من شخص يعيش بمفرده يبلغ من العمر 65 عاماً أو أكثر. وبلغ متوسط حجم الأسرة المعيشية 2.77، أما متوسط حجم العائلات فبلغ 3.21.
بلغ العمر الوسطي للسكان 34.5 عاماً. وكانت نسبة 29.9% من القاطنين تحت سن الثامنة عشر، وكانت نسبة 9.3% بين الثامنة عشر والرابعة والعشرين عاماً، ونسبة 27.9% كانت واقعةً في الفئة العمرية ما بين الخامسة والعشرين والرابعة والأربعين عاماً، ونسبة 21.8% كانت ما بين الخامسة والأربعين والرابعة والستين، ونسبة 11.1% كانت ضمن فئة الخامسة والستين عاماً فما فوق. يوجد لكل 100 أنثى 93.8 ذكر، ويوجد لكل 100 أنثى في الثامنة عشر من عمرها فما فوق 89.4 ذكر.
بلغ متوسط دخل الأسرة في البلدة 31,581 دولارًا، أما متوسط دخل العائلة فبلغ 37,102 دولارًا. وكان متوسط دخل الذكور 33,929 دولارًا مقابل 19,393 دولارًا للإناث. وسجل دخل الفرد الخاص بالبلدة 14,652 دولارًا. وكانت نسبة 17.5% من العائلات ونسبة 20.5% من السكان تحت خط الفقر، وكان من هؤلاء نسبة 28.2% تحت سن الثامنة عشر ونسبة 19.2% في الخامسة والستين من العمر وما فوق.

### تعداد عام 2010
بلغ عدد سكان ايوا 2,996 نسمة بحسب تعداد عام 2010، وبلغ عدد الأسر 1,067 أسرة وعدد العائلات 803 عائلة مقيمة في البلدة. في حين سجلت الكثافة السكانية 361.4 نسمة لكل كيلومتر مربع (936.0/ميل2). وبلغ عدد الوحدات السكنية 1,173 وحدة بمتوسط كثافة قدره 141.5 لكل كيلومتر مربع (366.5/ميل2).
وتوزع التركيب العرقي للبلدة بنسبة 69.63% من البيض و25.90% من الأمريكيين الأفارقة و0.47% من الأمريكيين الأصليين و0.37% من الأمريكيين ذوي الأصول الآسيوية و0.63% من الأعراق الأخرى و3% من عرقين مختلطين أو أكثر و2.94% من الهسبانيون أو اللاتينيون من أي عرق.
بلغ عدد الأسر 1,067 أسرة كانت نسبة 41.3% منها لديها أطفال تحت سن الثامنة عشر تعيش معهم، وبلغت نسبة الأزواج القاطنين مع بعضهم البعض 51% من أصل المجموع الكلي للأسر، ونسبة 17.4% من الأسر كان لديها معيلات من الإناث دون وجود شريك،  بينما كانت نسبة 6.8% من الأسر لديها معيلون من الذكور دون وجود شريكة وكانت نسبة 24.7% من غير العائلات. تألفت نسبة 21% من أصل جميع الأسر من عدة أفراد يعيشون في نفس المنزل ونسبة 8.3% كانت تتألف من شخص يعيش بمفرده يبلغ من العمر 65 عاماً أو أكثر. وبلغ متوسط حجم الأسرة المعيشية 2.81، أما متوسط حجم العائلات فبلغ 3.22.
بلغ العمر الوسطي للسكان 33.3 عاماً. وكانت نسبة 29.3% من القاطنين تحت سن الثامنة عشر، وكانت نسبة 8.6% بين الثامنة عشر والرابعة والعشرين عاماً، ونسبة 26% كانت واقعةً في الفئة العمرية ما بين الخامسة والعشرين والرابعة والأربعين عاماً، ونسبة 24.9% كانت ما بين الخامسة والأربعين والرابعة والستين، ونسبة 11.2% كانت ضمن فئة الخامسة والستين عاماً فما فوق. وتوزع التركيب الجنسي للسكان بنسبة 47.8% ذكور و52.2% إناث.

## أعلام
- تيري براون
- برايان جونسون